# Хэллоуин (франшиза)
«Хэллоуин» (англ. Halloween) — американская медиафраншиза в жанре слэшер, состоящая из тринадцати фильмов, а также романов, комиксов, видеоигр и других товаров. Главной темой фильмов является Майкл Майерс, который в детстве был помещён в лечебницу за убийство своей сестры Джудит Майерс. Пятнадцать лет спустя он сбегает, чтобы преследовать и убивать жителей вымышленного города Хэддонфилд, штат Иллинойс. Убийства Майкла происходят в праздник Хэллоуин, на который приходятся основные события всех фильмов. Оригинальный фильм «Хэллоуин», вышедший в 1978 году, был написан Джоном Карпентером и Деброй Хилл — режиссёром и продюсером фильма соответственно. Фильм, вдохновлённый «Психо» Альфреда Хичкока и «Чёрным Рождеством» Боба Кларка, как известно, вдохновил длинный ряд фильмов в жанре слэшер.
После выхода оригинального фильма 1978 года последовало двенадцать фильмов. Майкл Майерс является антагонистом во всех фильмах, за исключением «Хэллоуин 3: Сезон ведьм», сюжет которого не имеет прямой связи с другими фильмами серии. В 2007 году сценарист-режиссёр Роб Зомби создал ремейк фильма 1978 года. Сиквел фильма 2007 года был выпущен два года спустя. Прямое продолжение оригинального фильма, игнорирующее все предыдущие сиквелы, было выпущено в 2018 году. Сиквел фильма 2018 года «Хэллоуин убивает» вышел в 2021 году, а заключительный сиквел «Хэллоуин заканчивается» вышел 14 октября 2022 года.
Франшиза отличается множеством временных линий, продолжений, ремейков и перезагрузок, что может запутать новых зрителей. Forbes сказал, что это «Выбери своё собственное приключение» среди франшиз фильмов ужасов. Фильмы в совокупности собрали в мировом прокате более 773 миллионов долларов. Серия фильмов занимает первое место по кассовым сборам в США в скорректированных долларах 2018 года по сравнению с другими американскими франшизами фильмов ужасов. Оригинальный фильм получил одобрение критиков, а фильм 2018 года получил в основном положительные отзывы. Остальные фильмы получили смешанные или отрицательные отзывы критиков.

## Фильмы
| Фильм                                  | Дата выхода        | Режиссёр(ы)          | Сценарист(ы)                                                       | Продюсер(ы)                           | Исполнительный продюсер         |
| Оригинальная серия                     | Оригинальная серия | Оригинальная серия   | Оригинальная серия                                                 | Оригинальная серия                    | Оригинальная серия              |
| -------------------------------------- | ------------------ | -------------------- | ------------------------------------------------------------------ | ------------------------------------- | ------------------------------- |
| Хэллоуин                               | 25 октября 1978    | Джон Карпентер       | Джон Карпентер и Дебра Хилл                                        | Дебра Хилл                            | Мустафа Аккад                   |
| Хэллоуин 2                             | 30 октября 1981    | Рик Розенталь        | Джон Карпентер и Дебра Хилл                                        | Дебра Хилл и Джон Карпентер           | Мустафа Аккад                   |
| Хэллоуин 3: Сезон ведьм                | 22 октября 1982    | Томми Ли Уоллес      | Томми Ли Уоллес                                                    | Дебра Хилл и Джон Карпентер           | Мустафа Аккад                   |
| Хэллоуин 4: Возвращение Майкла Майерса | 21 октября 1988    | Дуайт Х. Литтл       | Дэнни Липсиус, Ларри Рэттнер & Бенжамин Раффнер и Алан Б. МакЭлрой | Пол Фримен                            | Мустафа Аккад                   |
| Хэллоуин 5: Месть Майкла Майерса       | 13 октября 1989    | Доминик Отенен-Жерар | Майкл Джейкобс, Доминик Отенен-Жерар и Шем Биттерман               | Рэмси Томас                           | Мустафа Аккад                   |
| Хэллоуин 6: Проклятие Майкла Майерса   | 29 сентября 1995   | Джо Чаппелль         | Дэниэл Фаррандс                                                    | Пол Фримен                            | Мустафа Аккад                   |
| Хэллоуин: 20 лет спустя                | 7 августа 1998     | Стив Майнер          | Роберт Заппиа и Мэтт Гринберг                                      | Пол Фримен                            | Мустафа Аккад                   |
| Хэллоуин: Воскрешение                  | 12 июля 2002       | Рик Розенталь        | Ларри Брэнд и Шон Худ                                              | Пол Фримен                            | Мустафа Аккад                   |
| Ремейк                                 |                    |                      |                                                                    |                                       |                                 |
| Хэллоуин 2007                          | 31 августа 2007    | Роб Зомби            | Роб Зомби                                                          | Малек Аккад, Энди Гулд и Роб Зомби    | Боб Вайнштейн и Харви Вайнштейн |
| Хэллоуин 2                             | 28 августа 2009    | Роб Зомби            | Роб Зомби                                                          | Малек Аккад, Энди Гулд и Роб Зомби    | Боб Вайнштейн и Харви Вайнштейн |
| Переосмысление                         |                    |                      |                                                                    |                                       |                                 |
| Хэллоуин                               | 19 октября 2018    | Дэвид Гордон Грин    | Джефф Фредли, Дэнни Макбрайд & Дэвид Гордон Грин                   | Малек Аккад, Джейсон Блум и Билл Блок | Джон Карпентер                  |
| Хэллоуин убивает                       | 15 октября 2021    | Дэвид Гордон Грин    | Дэнни Макбрайд, Дэвид Гордон Грин & Скотт Тимс                     | Малек Аккад, Джейсон Блум и Билл Блок | Джон Карпентер                  |
| Хэллоуин заканчивается                 | 14 октября 2022    | Дэвид Гордон Грин    | Дэнни Макбрайд, Дэвид Гордон Грин, Пол Брэд Логан и Крис Бернье    | Малек Аккад, Джейсон Блум и Билл Блок | Джон Карпентер                  |

Описанная Forbes как «Выбери себе приключение по вкусу» среди франшиз фильмов ужасов, эта франшиза отличается множеством временных линий, продолжений, ремейков и перезагрузок, что может запутать новых зрителей, что часто приводит к появлению статей, объясняющих предыдущие фильмы перед каждым новым релизом. Инфографика слева показывает, какие фильмы связаны друг с другом.

### Сюжетные линии

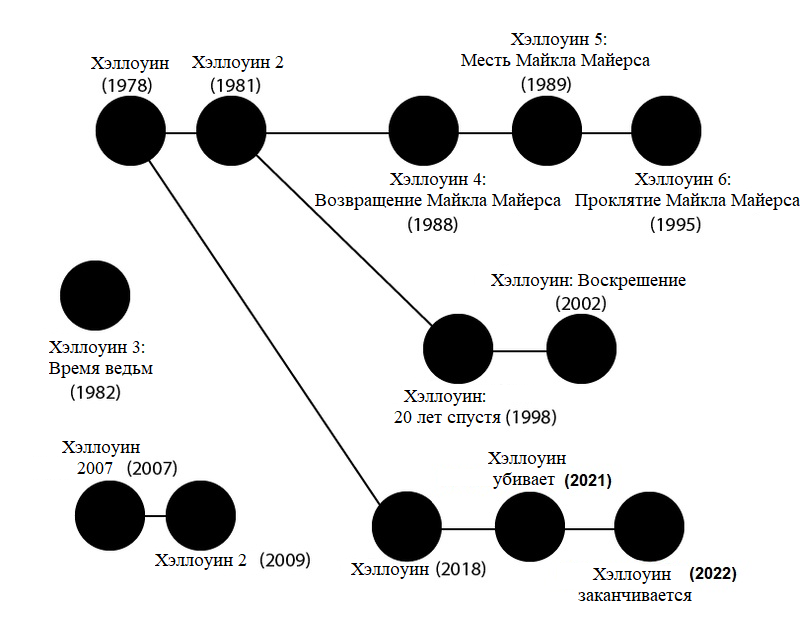
Инфографика, иллюстрирующая преемственность между фильмами во франшизе «Хэллоуин».

Сюжетные линии во франшизе сложились следующим образом:

#### Оригинальная сюжетная линия
- «Хэллоуин» (1978) → «Хэллоуин 2» (1981) → «Хэллоуин 4: Возвращение Майкла Майерса» (1988) → «Хэллоуин 5: Месть Майкла Майерса» (1989) → «Хэллоуин 6: Проклятие Майкла Майерса» (1995)

#### Сюжетная линия антологии
- «Хэллоуин 3: Сезон ведьм» (1982)

#### Сюжетная линияDimension Films
- «Хэллоуин» (1978) → «Хэллоуин 2» (1981) → «Хэллоуин: 20 лет спустя» (1998) → «Хэллоуин: Воскрешение» (2002)

#### Сюжетная линия ремейка
- «Хэллоуин 2007» (2007) → «Хэллоуин 2» (2009)

#### Сюжетная линияBlumhouse
- «Хэллоуин» (1978) → «Хэллоуин» (2018) → «Хэллоуин убивает» (2021) → «Хэллоуин заканчивается» (2022)

### Оригинальные фильмы

#### «Хэллоуин»
Оригинальный фильм «Хэллоуин» (1978), соавтором сценария и режиссёром которого был Джон Карпентер, рассказывает историю Майкла Майерса, преследующего и убивающего нянь-подростков в ночь Хэллоуина. Фильм начинается с того, что шестилетний Майкл (Уилл Сэндин) убивает свою старшую сестру Джудит (Сэнди Джонсон) в ночь на Хэллоуин 1963 года в вымышленном городе Хэддонфилд, штат Иллинойс. Впоследствии его госпитализируют в санаторий «Смитс Гроув» в округе Уоррен. Пятнадцать лет спустя Майкл (Ник Касл) сбегает из «Рощи Смита» и возвращается в родной город, преследуемый своим психиатром, доктором Сэмом Лумисом (Дональд Плезенс). Майкл преследует старшеклассницу Лори Строуд (Джейми Ли Кёртис) и её друзей, когда они сидят с детьми. Убив друзей Лори, Майкл в конце концов нападает на саму Лори, но ей удаётся отбиваться от него достаточно долго, чтобы Лумис успел спасти её. Лумис стреляет в Майкла с балкона, но когда Лумис идёт проверить тело Майкла, он обнаруживает, что тот пропал.

#### «Хэллоуин 2»
Фильм «Хэллоуин 2» (1981) продолжает события фильма «Хэллоуин». Майкл (Дик Уорлок) следует за Лори в местную больницу, убивая всех, кто встаёт между ними. По сюжету выясняется, что Лори на самом деле сестра Майкла: её отдали на усыновление в младенчестве. После того, как Лори убегает от Майкла по всей больнице и едва избегает его на парковке, Майкл загоняет Лумиса и Лори в операционную, где Лумис устраивает взрыв, а Лори убегает. Майкл, охваченный пламенем, спотыкаясь, выходит из палаты, после чего падает замертво.

#### «Хэллоуин 3: Сезон ведьм»
«Хэллоуин 3: Сезон ведьм» был попыткой перенаправить франшизу «Хэллоуин» в антологическую серию; «Сезон ведьм» не следует преемственности двух предыдущих частей, представляя их как вымышленные фильмы в рамках своего повествования. Эта часть рассказывает историю доктора Дэна Чаллиса (Том Аткинс), который пытается раскрыть загадочное убийство пациента своей больницы. Вместе с дочерью пациента Элли (Стейси Нелкин) он отправляется в маленький городок Санта-Мира, штат Калифорния. Пара обнаруживает, что компания Silver Shamrock Novelties, которой руководит Конал Кокран (Дэн О’Херлихи), пытается использовать мистические силы камней Стоунхенджа, чтобы воскресить древнее колдовство кельтского праздника Самайн. Для достижения своей цели Кокран использует хэллоуинские маски Silver Shamrock, которые убьют всех детей, надевших маски, когда они будут смотреть специальную рекламу Silver Shamrock, выходящую в эфир в ночь Хэллоуина. Уничтожив Кохрана и его приспешников, Чаллис отчаянно пытается убедить руководителей телестанции не показывать рекламу. Фильм заканчивается тем, что Чаллис кричит на последней станции, чтобы остановить рекламу.

#### «Хэллоуин 4: Возвращение Майкла Майерса»
Фильм «Хэллоуин 4: Возвращение Майкла Майерса», как следует из названия, рассказывает о возвращении Майкла Майерса (Джордж П. Уилбур) в серию фильмов. Выясняется, что Майкл находился в коматозном состоянии в течение десяти лет после взрыва в фильме «Хэллоуин 2». Во время перевода в Смитс Гроув Майкл пробуждается, услышав, что у Лори Строуд, погибшей в автокатастрофе, родилась дочь Джейми Ллойд (Даниэль Харрис). Майкл сбегает и отправляется в Хэддонфилд в поисках своей племянницы, а доктор Лумис снова преследует его, узнав, что Майкл избежал перевода. В конце концов, полиция выслеживает Майкла и стреляет в него несколько раз, после чего он падает в шахту. Хэллоуин 5: Месть Майкла Майерса начинается прямо с того места, где закончился предыдущий фильм, и Майкл (Дон Шэнкс) выживает после выстрелов и падения в шахту; он натыкается на отшельника, который перевязывает его. Год спустя, обнаружив признаки экстрасенсорной связи с Джейми, Майкл отправляет её в местную детскую психиатрическую клинику. Используя Джейми в качестве приманки, Лумису удаётся схватить Майкла. Фильм заканчивается тем, что Майкла забирают в полицию, но из тюрьмы его вызволяет таинственный незнакомец, одетый во все чёрное (его чёрные ботинки показывали на протяжении всего фильма).

#### «Хэллоуин 5: Месть Майкла Майерса»
Прошёл год со времён событий предыдущей части. А это означает, что вновь близится Хэллоуин, и снова людям предстоит надевать страшные маски. Майкл Майерс в очередной раз устраивает мясорубку в городе Хэддонфилд, но людей он отправляет на тот свет из идейных соображений: ему нужна его родная племянница — девочка Джейми. Джейми определили в Хэддонфилдскую психиатрическую лечебницу, но она имеет астральную связь с маньяком и видит все его действия, а также может предсказать опасность для людей, находящихся рядом с ним. В канун Хэллоуина Джейми начинает проявлять беспокойство, то и дело впадая в состояние паники. Девочка права — Майкл вернулся вновь. Вернулся, чтобы снова устроить кровавую резню.

#### «Хэллоуин 6: Проклятие Майкла Майерса»
«Хэллоуин 6: Проклятие Майкла Майерса» продолжает историю спустя шесть лет после событий «Мести Майкла Майерса». Таинственный незнакомец, вызволивший Майкла из тюрьмы, также похитил Джейми Ллойд (Дж. К. Брэнди). Джейми, оказавшись в плену у человека в чёрном, рожает мальчика, с которым ей удаётся сбежать, а Майкл (Джордж П. Уилбур) преследует их. Майкл убивает Джейми и продолжает поиски её ребёнка; младенца находит Томми Дойл (Пол Радд) — мальчик, которого в первом фильме нянчила Лори Строуд, — и приносит его домой в безопасное место. Выясняется, что Майклом движет Проклятие Торна, которое заставляет человека убить всю свою семью, чтобы спасти всю цивилизацию. Таинственный незнакомец оказывается коллегой доктора Лумиса, доктором Уинном (Митчелл Райан), который входит в группу людей, защищающих избранного человека, чтобы он мог выполнить свою задачу. С помощью Кары Строуд (Марианна Хейген), приёмной кузины Лори, Томми уберегает младенца от Майкла, который убивает Уинна и его последователей. В конце концов, Томми подчиняет себе Майкла, который вводит ему большое количество транквилизаторов в санатории «Смитс Гроув», после чего сбегает.

#### «Хэллоуин: 20 лет спустя»
Фильм «Хэллоуин: 20 лет спустя» игнорирует события, происходящие между третьим и шестым фильмами, и открывается через двадцать лет после событий первых двух фильмов. В фильме рассказывается, что Майкл Майерс (Крис Дюран) пропал без вести после взрыва в 1978 году. Лори Строуд (Кёртис) инсценировала свою смерть, чтобы скрыться от брата. Теперь, работая директором частной школы под именем Кери Тейт, Лори продолжает жить в страхе перед возвращением Майкла. Её сын, Джон (Джош Хартнетт), посещает школу, где она преподаёт. Страх Лори становится реальностью, когда Майкл появляется в школе и начинает убивать друзей Джона. Лори удаётся вывести Джона и его девушку (Мишель Уильямс) в безопасное место, но она решает встретиться с Майклом раз и навсегда. Лори обезглавливает Майкла пожарным топором, окончательно убивая его.

#### «Хэллоуин: Воскрешение»
Действие фильма «Хэллоуин: Воскрешение» происходит через три года после событий «20 лет спустя» и показывает, что Майкл поменялся одеждой с парамедиком, раздавив ему гортань, чтобы он не мог говорить, и именно его убила Лори. Лори помещают в психиатрическую клинику, где появляется Майкл (Брэд Лори). Он убивает Лори и возвращается в свой семейный дом в Хэддонфилде, но застаёт там группу студентов колледжа, снимающих реалити-шоу в Интернете. Майкл начинает убивать всех подряд, пока его не убивает током единственная выжившая студентка Сара Мойер (Бьянка Кайлих) и создатель шоу Фредди Харрис (Баста Раймс). Затем тело Майкла и тела его жертв доставляют в морг. Когда судмедэксперт начинает осматривать тело Майкла, тот внезапно просыпается.

### Ремейк Роба Зомби и его продолжение
Ремейк оригинального фильма «Хэллоуин 2007» (2007) сосредоточен на событиях, которые заставили Майкла Майерса (Дэг Фаерч) убить свою семью. В нём также в самом начале Лори названа сестрой Майкла, чего не было в оригинальном фильме 1978 года. На Хэллоуин Майкл убивает школьного хулигана, свою старшую сестру и её бойфренда, а также бойфренда своей матери. Помещённый в санаторий «Смитс Гроув», Майкл закрывается от всех. Мать Майкла Дебора (Шери Мун Зомби) кончает жизнь самоубийством из-за чувства вины. Пятнадцать лет спустя Майкл (Тайлер Мане) сбегает и отправляется в Хэддонфилд, чтобы найти свою младшую сестру, а его психиатр доктор Лумис (Малкольм Макдауэлл) преследует его. Майкл находит свою сестру, живущую с семьёй Строуд и носящую имя Лори (Скаут Тейлор-Комптон). Убив почти всех её друзей и родственников, Майкл похищает Лори и пытается объяснить ей, что он её брат, используя фотографию, которую он сохранил, где он изображён с ней в младенчестве. Не понимая, Лори сопротивляется и в конце концов использует пистолет Лумиса, чтобы выстрелить Майклу в голову. Лори кричит от ужаса, пока идут титры.
Сиквел ремейка, «Хэллоуин 2» (2009), начинается с того места, где закончился предыдущий фильм, а затем перескакивает на год вперёд. Здесь Майкл считается мёртвым, но появляется после того, как видение его умершей матери сообщает ему, что он должен разыскать Лори, чтобы они могли вместе «вернуться домой». В фильме Майкл и Лори имеют ментальную связь, и оба делятся видениями своей матери. Также выясняется, что Лори изначально звали Энджел Майерс. В кульминационный момент фильма Лори убивает Майкла, нанося ему несколько ударов в грудь и лицо его собственным ножом. Финальная сцена предполагает, что она переняла психоз своего брата, когда она надевает его маску и попадает в психушку, галлюцинируя свою мать, идущую с белой лошадью.

### Переосмысление
«Хэллоуин» (2018) является прямым продолжением оригинального фильма, игнорируя отношения между братом и сестрой и другую преемственность, установленную в предыдущих частях. Майкл (Джеймс Джуд Кортни), арестованный в 1978 году, провёл сорок лет в санатории «Смитс Гроув». Во время перевода в тюрьму в ночь перед Хэллоуином Майкл разбивает автобус, чтобы сбежать, и возвращается в Хэддонфилд для очередного буйства. После того, как Майкл убивает своего психолога, который привёл его в дом Лори, он вступает в схватку с Лори, её дочерью Карен и внучкой Эллисон. В итоге троица заманивает его в ловушку в её доме, который они затем поджигают. Действие фильма «Хэллоуин убивает» (2021) происходит сразу после событий предшественника: пожарные прибывают к пылающему зданию, невольно освобождая Майерса для продолжения серии убийств. Лори доставляют в больницу с опасными для жизни травмами. Карен остаётся с Лори, а Эллисон присоединяется к мафии, которая охотится за Майклом Майерсом. Майкл убивает всю толпу, кроме Эллисон. Фильм заканчивается тем, что Майкл закалывает Карен до смерти. Фильм «Хэллоуин заканчивается» (2022) выходит через четыре года после «Убийства», и в нём Лори Строуд встречается с Майклом в последней схватке.

## Будущее
В сентябре 2023 года стало известно, что компания Малека Аккада Trancas International Films, единственный владелец телевизионных прав, активно ищет покупателя прав для производства телесериала по «Хэллоуину». Основная борьба велась между совладельцем прав на экранизацию Miramax, Blumhouse Productions, снявшей последнюю трилогию фильмов «Хэллоуин» и компанией A24, заполучившей права на производство телесериала по «Пятнице, 13». 12 октября было объявлено о приобретении компанией Miramax прав на съёмки сериала совместно с Trancas. Предполагается, что новый сериал потенциально положит начало кинематографической вселенной, охватывающей кино и телевидение.
Так же Trancas International Films планирует снять кроссовер с Пятница 13-е где Майкл Майерс сразится с Джейсон Вурхизом .

### Книги

#### Новелизации
Новелизация первой части вышла лишь год спустя после премьеры фильма — её написал Кёртис Ричардс — в книге больше внимание уделено фестивалю Самайна и годах, проведённых Майклом Майерсом в лечебнице Смитс-Гроув. Адаптации второго и третьего фильмов написал Джек Мартин, книги выходили вместе с фильмами серии — во второй части появляется несколько новых жертв убийцы. Автором романа по четвёртому фильму стал Николас Грабовски — спустя 15 лет роман был переиздан с дописанными и абсолютно новыми сценами, отсутствовавшими в первом издании. 23 октября 2018 году в продажу поступила книга Джона Пассареллы, написанная по мотивам сценария картины «Хэллоуин» с новым каноном франшизы.

#### Оригинальная серия романов
В конце 1990-х издательство «Berkley» выпустило несколько романов-ужасов для молодёжной аудитории по мотивам сериала. Майкл Майерс стал единственным персонажем сериала, появившимся в книжной серии, автором которой стала Келли О’Рурк (англ. Kelly O'Rourke).
| 1 | The Scream Factory  | Фабрика криков      | 1 октября 1997 года |
| Группа друзей готовит к празднику аттракцион «Дом с приведениями» в подвале здания городской ратуши. Вскоре молодые люди один за другим становятся жертвами Майкла Майерса. |                     |                     |                     |
| 2 | The Old Myers House | Старый дом Майерсов | 1 декабря 1997 года |
| Мэри Уайт только что переехали в Хэддонфилд, но уже привыкла к новой жизни. Её подруга — самая популярная девочка в школе, Мэри встречается с красивым парнем. Всё идеально, за исключением одного — её семья въехала в старый дом Майерсов. По правде говоря, её комната находится в той же спальне, где Майкл убил свою сестру много лет назад. А убийца, тем временем, вновь возвращается домой. |                     |                     |                     |
| 3 | The Mad House       | Сумасшедший дом     | 1 февраля 1998 года |
| Кристин Рэй находит объявление в газете — съёмочной группе нужен стажёр для съёмок в местах с привидениями. В частности, команду документалистов заинтересовала заброшенная психиатрическая лечебница «Смит Гроув». Однако никто из участников проект не догадывается, что в закрытой больнице всё же остался один пациент — и это Майкл Майерс.                                                    |                     |                     |                     |

### Рассказы
Стефан Хатчинсон (англ. Stefan Hutchinson) стал один из постоянных авторов франшизы — он создал сценарии комиксов и написал несколько рассказов, ставших эксклюзивом сайта HalloweenComics.com.. действие его произведений происходит во вселенной «20 лет спустя», игнорирующих события четвёртого, пятого и шестого фильмов. Стефан отметил, что данное решение было непопулярно среди многих поклонников серии, однако он сам предпочёл «более простой сюжет необходимости развивать запутанную мифологию франшизы, как это было в последних фильмах». Одним из минусов вселенной «20 лет спустя» стало неведение фанатов относительно судьбы доктора Лумиса после событий фильма «Хэллоуин 2» — именно этому персонажу посвящён первый рассказ.
- «Сэм». Иллюстрации к рассказу «Sam» создал Маркус Смит (англ. Marcus Smith). История рассказывает о последнем годе жизни Сэма Лумиса, а также раскрываются тайны его прошлого — в том числе роман с Элизабет Вортингтон, журналисткой, с которой он встретился во время Второй Мировой войны. В 1995 году Майкл Майерс находит доктора Лумиса в госпитале, и убивает Элизабет у него на глазах. В попытке остановить маньяка, Лумис умирает от коронарной недостаточности[25].
- «Чарли». Рассказ опубликован 30 июля 2008 года в качестве бонуса к коллекционному изданию комикса «Ночной танец». Иллюстратором стал Ник Дизмас (англ. Nick Dismas). В истории рассказывается о Чарли Боулзе — легенде городка Хэддонфилд.
- «Белый призрак». Третий рассказ Хатчинсона раскрыл историю Кристофера Гастингса[26], у которого Майкл Майерс украл одежды, убив 30 октября 1978 года по дорогое в Хэддонфилд. Рассказ доступен для бесплатного скачивания в формате PDF на официальном сайте комиксов серии[27].
- «Дневник Джудит Майерс». Предполагалось, что рассказ «The Diary Of Judith Myers», написанный Грегом Митчеллом (англ. Greg Mitchell), будет включён в коллекционное издание серии комиксов «Первая смерть Лори Строуд». Однако серия так и не была закончена — 3 и, предположительно, последний выпуск так и не был опубликован. Авторы говорили, что из рассказа поклонники узнают некоторые подробности из жизни Майкла и его семьи до того, как мальчик убил свою сестру Джудит.
- «Самайн». Хотя рассказ «Samhain» был официально заявлен, никакой информации о дате его публикации или сюжете нет. Авторы лишь поделились своими намерениями рассказать то, что уже был известно, добавив некоторые подробности. Из названия можно предположить, что сюжет затрагивает тему «Проклятия Самайна», из-за которого Майкл Майерс начал своё кровавое шествие по улицам Хэддонфилда много лет назад. Автором должен был стать Майрон Джеймс (англ. Myron James).

### Комиксы
По мотивам киносериала было выпущено 10 мини-серий и специальных выпусков:
- Хэллоуин / Halloween
- Хэллоуин 2: Самые тёмные глаза / Halloween II: The Blackest Eyes
- Хэллоуин 3: Глаза Дьявола / Halloween III: The Devil’s Eyes
- Хэллоуин: Вскрытие / Halloween: Autopsis
- Хэллоуин: Один незабываемый испуг / Halloween: One Good Scare
- Хэллоуин: Ночной танец / Halloween: Nightdance
- Хэллоуин: Метка Торна / Halloween: Mark Of The Thorn
- Хэллоуин: 30 лет ужаса / Halloween: 30 Years Of Terror
- Хэллоуин: Первая смерть Лори Строуд / Halloween: The First Death of Laurie Strode

## Прочие проекты

### Компьютерные игры
В 1983 году компания «Wizard Video» (также выпустившая игру по фильму «Техасская резня бензопилой») выпустила игру по мотивам первого фильма для Atari 2600. Игрок управляет няней, которая должна защитить детей от Майкла Майерса, который пытается попасть в дом. В игре использована главная музыкальная тема фильма, а также постер картины в качестве обложки — однако имена героев в игре не упоминаются.
25 октября 2016 года для «Dead by Daylight» вышло платное дополнение, которое добавляет в игру маньяка-убийцу Майкла Майерса, жертву Лори Строуд и локацию «Хэддонфилд» из серии фильмов «Хэллоуин».

## Отменённые проекты

### Кроссовер с «Восставшим из ада»
В одном из своих интервью Даг Брэдли заявил, что в 2002 году «Dimension Films» получили два сценария кроссовера с участием Пинхеда, антагониста серии «Восставший из ада» и Майкла Майерса. Хотя «Dimension Films» изначально отклонили проект, потому что полагали, что фильм 2003 года «Фредди против Джейсона» провалится, студия пересмотрела своё решение после того, как «Фредди против Джейсона» собрал 114 миллионов долларов при бюджете в 30 миллионов долларов. По словам Брэдли, создатель «Восставшего из ада» Клайв Баркер намеревался вернуться, чтобы написать сценарий, в то время пока Джон Карпентер считался режиссёром. Проект в конечном итоге был прекращён, когда продюсер «Хэллоуина» Мустафа Аккад отверг эту идею из-за негативного отклика поклонников обеих франшиз.

### «Хэллоуин 3D» (2010)
В 2009 году Роб Зомби отказался вернуться в качестве режиссёра продолжения «Хэллоуина 2». 30 августа того же года компания The Weinstein Company анонсировала следующий фильм серии, «Хэллоуин 3D», который планировалось выпустить в 2010 году и который устанавливал, что Лори убила Лумиса, а не Майкла. В итоге фильм был отменён, поскольку Боб и Харви Вайнштейны решили вместо этого дать зелёный свет и отдать приоритет «Крику 4». В 2016 году компания Blumhouse Productions приобрела права на серию. Следующая часть, «Хэллоуин» 2018 года, стала прямым продолжением оригинального фильма 1978 года и сделала реткон предыдущих сиквелов. Universal Pictures распространила фильм.

### «Хэллоуин возвращается» (2016)
В 2015 году была предпринята новая попытка снять фильм о Хэллоуине «Хэллоуин возвращается», не связанная с фильмами Роба Зомби. В конечном итоге она провалилась и была отменена, когда Dimension Films потеряла права на съёмки «Хэллоуина». 23 мая 2016 года стало известно, что Miramax и Blumhouse Productions разрабатывают новый фильм, который они будут совместно финансировать. 9 февраля 2017 года Джон Карпентер объявил, что новый фильм «Хэллоуин» будет написан Дэвидом Гордоном Грином и Дэнни Макбрайдом, а режиссёром выступит Грин. Фильм будет прямым продолжением оригинального «Хэллоуина» и проигнорирует все предыдущие сиквелы. Джейми Ли Кёртис подтвердила, что она вновь исполнит роль Лори Строуд, а Джуди Грир вступила в переговоры, чтобы сыграть дочь Лори Карен Строуд. Энди Матичак подписалась на роль дочери Карен Строуд и внучки Лори.

## Кассовые сборы
| Фильм                                     | Режиссёр             | Премьера в США   | Бюджет     | Кассовые сборы | Кассовые сборы   | Кассовые сборы |
| Фильм                                     | Режиссёр             | Премьера в США   | Бюджет     | В США          | За пределами США | Мировые        |
| 1. Хэллоуин (1978)                        | Джон Карпентер       | 25 октября 1978  | $325 тыс.  | $47 000 000    | $23 000 000      | $70 000 000    |
| 2. Хэллоуин 2                             | Рик Розенталь        | 30 октября 1981  | $2,5 млн   | $25 533 818    |                  | $25 533 818    |
| 3. Хэллоуин 3: Сезон ведьм                | Томми Ли Уоллес      | 22 октября 1982  | $2,5 млн   | $14 400 000    |                  | $14 400 000    |
| 4. Хэллоуин 4: Возвращение Майкла Майерса | Дуайт Х. Литтл       | 21 октября 1988  | $5 млн     | $17 768 757    |                  | $17 768 757    |
| 5. Хэллоуин 5: Месть Майкла Майерса       | Доминик Отенен-Жерар | 13 октября 1989  | $5 млн     | $11 642 254    |                  | $11 642 254    |
| 6. Хэллоуин 6: Проклятие Майкла Майерса   | Джо Чаппелль         | 29 сентября 1995 | $5 млн     | $15 116 634    |                  | $15 116 634    |
| 7. Хэллоуин: 20 лет спустя                | Стив Майнер          | 7 августа 1998   | $17 млн    | $55 041 738    |                  | $55 041 738    |
| 8. Хэллоуин: Воскрешение                  | Рик Розенталь        | 12 июля 2002     | $13 млн    | $30 354 442    | $7 310 413       | $37 664 855    |
| 9. Хэллоуин 2007                          | Роб Зомби            | 31 августа 2007  | $15 млн    | $58 272 029    | $21 981 879      | $80 253 908    |
| 10. Хэллоуин 2                            | Роб Зомби            | 28 августа 2009  | $15 млн    | $33 392 973    | $6 028 494       | $39 421 467    |
| 11. Хэллоуин (2018)                       | Дэвид Гордон Грин    | 19 октября 2018  | $10 млн    | $159 342 015   | $96 143 163      | $255 485 178   |
| 12. Хэллоуин убивает                      | Дэвид Гордон Грин    | 15 октября 2021  | $20 млн    | $92,002,155    | $39,645,000      | $131,647,155   |
| 13. Хэллоуин заканчивается                | Дэвид Гордон Грин    | 14 октября 2022  | $20 млн    |                |                  |                |
| Все фильмы                                |                      |                  | $130,3 млн | $560 026 815   | $214 104 508     | $774 131 323   |

## Реакция критиков
| Фильм                                  | Rotten Tomatoes    | Rotten Tomatoes (оценка) | Metacritic      |
| -------------------------------------- | ------------------ | ------------------------ | --------------- |
| Хэллоуин                               | 96 % (82 отзыва)   | 8,6/10                   | 87 (21 отзыв)   |
| Хэллоуин 2                             | 30 % (46 отзывов)  | 4,8/10                   | 40 (11 отзывов) |
| Хэллоуин 3: Сезон ведьм                | 48 % (33 отзыва)   | 5,2/10                   | 50 (11 отзывов) |
| Хэллоуин 4: Возвращение Майкла Майерса | 33 % (30 отзывов)  | 4,2/10                   | 34 (10 отзывов) |
| Хэллоуин 5: Месть Майкла Майерса       | 12 % (26 отзывов)  | 3,6/10                   | 28 (10 отзывов) |
| Хэллоуин 6: Проклятие Майкла Майерса   | 9 % (35 отзывов)   | 3,6/10                   | 10 (13 отзывов) |
| Хэллоуин: 20 лет спустя                | 52 % (63 отзыва)   | 5,6/10                   | 52 (20 отзывов) |
| Хэллоуин: Воскрешение                  | 10 % (68 отзывов)  | 3,5/10                   | 19 (17 отзывов) |
| Хэллоуин 2007                          | 28 % (122 отзыва)  | 4,4/10                   | 47 (18 отзывов) |
| Хэллоуин 2                             | 23 % (81 отзыв)    | 4,2/10                   | 35 (17 отзывов) |
| Хэллоуин                               | 79 % (381 отзыв)   | 6,8/10                   | 67 (51 отзыв)   |
| Хэллоуин убивает                       | 38 % (270 отзывов) | 5,0/10                   | 42 (45 отзывов) |
| Хэллоуин заканчивается                 | 41 % (244 отзыва)  | 5,1/10                   | 47 (46 отзывов) |
| Средняя оценка                         | 38 %               | 5/10                     | 43              |

## Влияние фильмов
- Житель Лондона Дэниел Гонзалес совершил несколько убийств. После ареста он сравнивал их с убийствами из «Хэллоуина»[52]